# CatEye
CatEye (tiếng Nhật: 株式会社キャットアイ) là công ty chuyên sản xuất đồng hồ tốc độ - quãng đường (speedometer - odometer), đèn và tấm phản xạ dành cho xe đạp đến từ Nhật Bản. Công ty được thành lập vào năm 1954 tại Osaka.. Năm 1964, CatEye cho ra đời sản phẩm đèn nhấp nháy đầu tiên cho xe đạp. Công ty đã sáng tạo ra một trong những sản phẩm đèn trước xe đạp đầu tiên sử dụng công nghệ LED vào năm 2001.
Đồng hồ tốc độ - quãng đường xe đạp đầu tiên của CatEye ra đời vào năm 1981. Luôn biết ứng dụng công nghệ cao vào sản phẩm, CatEye là một trong số những công ty đầu tiên tích hợp tính năng đo độ cao, đo nhịp tim, đo nhịp chân đạp vào các sản phẩm này.
Hiện nay ngoài trụ sở chính tại Osaka, CatEye có 2 nhà máy ở Nhật Bản và 1 tại Trung Quốc.